# Eduardo Coutinho
Eduardo Coutinho (São Paulo, 11 mei 1933 - Rio de Janeiro, 2 februari 2014) was een Braziliaanse scenarioschrijver en filmregisseur die bekend stond om zijn documentaires.
Coutinho's werken worden gekenmerkt door zijn gevoeligheid en vermogen om "naar elkaar te luisteren". Zijn bekendste films zijn Cabra Marcado para Morrer, Edifício Master en Jogo de Cena.

## Filmografie

### Documentaire (speelfilm)
- 1984: Cabra Marcado para Morrer
- 1991: O Fio da Memória
- 1999: Santo Forte
- 2000: Babilônia 2000
- 2002: Edifício Master
- 2004: Peões
- 2005: O Fim e o Princípio
- 2007: Jogo de Cena
- 2009: Moscou
- 2010: Um Dia Na Vida
- 2011: As Canções
- 2013: A Família de Elizabeth Teixeira
- 2015: Últimas Conversas (postume film)